# Навид Афкари
Навид Афкари (перс. نوید افکاری; Шираз, 1993. — Шираз, 12. септембра 2020) је био познати ирански рвач који је осуђен на смрт, а потом и погубљен због наводнога убиства полицијскога службеника Хасана Туркмана током анти-владиних протеста 2018. године. Његова браћа Вахид и Хабиб су у истом поступку осуђени на 54, односно 27 година затвора. Навид је погубљен у раним јутарњим сатима 12. септембра 2020. године у затвору Адел-Абад у Ширазу.

## Реакције
Смртна пресуда за Афкарија изазвала је глобално огорчење и апеле да се поништи и да се спречи његово погубљење. Апел је послао и председник Сједињених Држава Доналд Трамп, као и председник УФЦ-а Дејна Вајт. Трамп је твитовао:   
 Почувши да Иран жели да погуби велику и популарну рвачку звезду, двадесетседмогодишњега Навида Афкарија којем је једина грешка била учешће у уличним антивладиним демонстрацијама. Они су протестовали због „погоршања економске ситуације и инфлације у земљи”. Иранским вођама бих био веома захвалан ако поштеде живот овога младића, да га не погубе. Хвала вам!

 Представница Државнога секретаријата САД Морган Ортагус је твитовала: „Придружујемо се огорченом свету због смртне пресуде Навиду Афкарију од стране иранскога режима, који је мучен да би дао лажно признање након учешћа на мирним протестима 2018. године. Режим је такође мучио и његову двојицу браће и осудио их је на деценије затвора. Пустите их!”

Међународна унија спортиста је тражила да се спортисти Исламске републике Иран изопште из свих међународних спортских такмичења:
Навид је био један од хиљаду грађана, који је су изражавали своје незадовољство стањем у држави. Означен је као мета, јер су власти желеле да покажу да кроз пример популарног спортисте покажу шта може да се деси свакоме ко се усуди да искаже другачије мишљење од званичног.

## Одговор
Иранска полу-званична новинска агенција Тасним одбацила је Трампов твит рекавши да су америчке санкције наштетиле иранским болницама усред пандемије. „Трамп је забринут за живот убице, док ставља многе иранске пацијенте у опасност тиме што изриче санкције” Ирану.   